# Stéphane Udry
Stéphane Udry, né en 1961 à Sion (canton du Valais, Suisse) est un astronome suisse de l'Observatoire de Genève dont le travail porte en particulier sur la recherche d'exoplanètes.

## Formation et carrière
Stéphane Udry obtint son doctorat à l'Université de Genève en 1992 puis passa deux ans à l'Université Rutgers au New Jersey. Il retourna ensuite à Genève et travailla avec Michel Mayor, le découvreur de 51 Pegasi b, la première planète extrasolaire découverte autour d'une étoile de type solaire. En 2007, Stéphane Udry devint professeur de la faculté des sciences de l'Université de Genève. Depuis 2014, il est co-directeur du pôle de recherche national « PlanetS - Origine, évolution et caractérisation des planètes ».

## Recherche
Les recherches de Stéphane Udry concernaient initialement la dynamique des galaxies. Aujourd'hui, son travail se concentre sur la recherche d'exoplanètes par la technique des vitesses radiales. Parmi ses découvertes, on peut notamment citer Gliese 581 c, planète qui, lors de l'annonce de sa découverte le 25 avril 2007, était celle présentant les caractéristiques les plus favorables à l'habitabilité parmi toutes les planètes connues. La planète fut découverte par l'analyse des données du spectrographe HARPS situé sur le télescope de 3,6 mètres de l'ESO à l'observatoire de La Silla au Chili.
Un nouvel instrument en construction à l'observatoire de Genève, appelé ESPRESSO (Echelle Spectrography for Rocky Exoplanet- and Stable Spectroscopic Observations), permettra selon Stéphane Udry de découvrir des planètes similaires à la Terre entre 2015 et 2020

## Découvertes
Lui et son équipe ont découvert une planète tellurique dans la zone habitable autour de la naine rouge Gliese 581, laquelle se trouve à environ 20 années-lumière dans la constellation de la Balance,,. Il a aussi dirigé l'équipe d'observation à l'origine de la découverte de HD 85512 b, autre planète prometteuse au niveau de l'habitabilité.